# Estación de Campo Real
Campo Real fue una estación de ferrocarril que existió en el municipio español de Puente Genil, en la provincia de Córdoba, que servía como empalme de las líneas Córdoba-Málaga y Linares-Puente Genil. En la actualidad se encuentra desmantelada y no ofrece servicios.

## Situación ferroviaria
Las instalaciones ferroviarias llegaron a formar parte de las siguientes línea férreas:
- Línea de ancho ibérico Córdoba-Málaga, punto kilométrico 72,809.[1]
- Línea de ancho ibérico Linares-Puente Genil, punto kilométrico 0,392.[1]

## Historia
La estación fue construida por la Compañía de los Ferrocarriles Andaluces y puesta en servicio en 1891, para servir como empalme de líneas las Córdoba-Málaga (en servicio desde 1865) y Linares-Puente Genil que se cruzaban en este punto. Llegó a contar con un edificio de viajeros, situado entre las dos líneas que cruzaban la estación, y con una amplia playa de vías. En 1941, con la nacionalización del ferrocarril de ancho ibérico, las instalaciones pasaron a manos de RENFE. La línea Linares-Puente Genil se mantuvo operativa hasta su clausura en octubre de 1984, siendo desmantelada algún tiempo después. En la actualidad el edificio de la estación se encuentra abandonado y la playa de vías ha sido desmontada. 